# Enrico Fermi
Enrico Fermi (Rome, 29 september 1901 – Chicago, 28 november 1954) was een in Italië geboren Amerikaans natuurkundige. Hij geniet de grootste bekendheid voor zijn werk op het gebied van bètaverval, de ontwikkeling van de eerste kernreactor en de mede-ontwikkeling van de kwantumtheorie (Fermi's gulden regel). Hem werd in 1938 de Nobelprijs voor de Natuurkunde toegekend.
Fermi stond aan het hoofd van het team dat de eerste kernreactor bouwde, waarin de eerste beheerste nucleaire kettingreactie plaatsvond en was een van de kopstukken van het Manhattanproject. Fermionen en het Fermi National Accelerator Laboratory (Fermilab) zijn naar hem genoemd en verder het element fermium en de Fermi-Diracstatistiek met het fermi-niveau. In 1956 werd de Enrico Fermi US Presidential Award in het leven geroepen ter herinnering aan zijn leven en werk en de afdeling aan de Universiteit van Chicago waar hij werkte heet tegenwoordig het Enrico Fermi-Instituut.

## Biografie

### Jeugd
Fermi werd geboren als de jongste van drie kinderen van Alberto Fermi, hoofdingenieur bij de Italiaanse spoorwegen, en de onderwijzeres Ida de Gattis. Hij was in zijn jeugd onafscheidelijk van zijn één jaar oudere broer Giulio, die in 1915 echter overleed bij een 'kleine operatie' voor een abces aan zijn keel. Enrico wierp zich op zijn studie om dit verlies te vergeten. Daarnaast had hij nog een twee jaar oudere zus, Maria (1899-1959).
Een vriend van de familie, Adolfo Amidei, leidde Fermi's aandacht naar algebra, goniometrie, analytische meetkunde, differentiaalrekening en theoretische mechanica. Amidei stelde ook voor dat Fermi niet naar de universiteit van Rome zou gaan maar naar de prestigieuze Scuola Normale Superiore in Pisa, een speciaal instituut voor hoogbegaafde studenten. De examinator vond het opstel voor het toelatingsexamen van de 17-jarige Fermi goed genoeg voor een doctoraalexamen.

### Vroege carrière
In 1918 ging hij studeren aan het instituut in Pisa waar hij in 1922 zijn kandidaatsexamen cum laude aflegde. Na zijn afstuderen keerde Fermi terug naar Rome waar hij onder de hoede kwam van Orso Mario Corbino, hoogleraar in de experimentele natuurkunde en directeur van het Instituut voor Natuurkunde in de Via Panisperna in Rome. Op een postdoc-studiebeurs bracht Fermi in 1923 zes maanden door aan de Universiteit van Göttingen bij Max Born, waar hij onder andere kennismaakte met Werner Heisenberg, Wolfgang Pauli en  Maria Göppert. Fermi was niet ingenomen met de formele stijl van lesgeven aan de belangrijkste school voor kwantummechanica van die tijd.
In het najaar van 1924 studeerde hij bij Paul Ehrenfest in Leiden, op advies van George Uhlenbeck die hij eerder in Rome had ontmoet en met wie hij twee wetenschappelijk artikelen schreef. Voor Fermi was het verblijf in Leiden een inspirerende ervaring. Zo werd hij door Ehrenfest in contact gebracht met Hendrik Lorentz en Albert Einstein en sloot hij vriendschap met een aantal jonge natuurkundigen, zoals Samuel Goudsmit en Jan Tinbergen.
Na zijn terugkeer in Italië in 1925 accepteerde hij een onderwijspositie aan de universiteit van Florence. Gedurende zijn eerste jaar schreef hij een artikel over de toepassing van Wolfgang Pauli's uitsluitingsprincipe. Hij postuleerde dat dezelfde regels niet alleen van toepassing waren op elektronen maar ook golden voor atomen in een gas. Het wiskundige model, de zogenaamde antisymmetrische statistiek en geldig voor elementaire deeltjes met halftallige spin (fermionen), hierachter zou later bekend worden als de Fermi-Diracstatistiek. Op basis van deze statistiek ontwikkelde hijzelf het atoommodel dat bekendstaat als het Thomas-Fermimodel.

### Hoogleraar in Rome
Op vijfentwintigjarige leeftijd werd Fermi in 1926 benoemd tot hoogleraar in Rome op de eerste leerstoel in de theoretische natuurkunde van Italië, voor hem ingesteld door professor Corbino. Ook hielp Corbino Fermi bij het samenstellen van zijn team, waar mensen als Edoardo Amaldi, Bruno Pontecorvo, Franco Rasetti en Emilio Segrè deel van gingen uitmaken. Ook Ettore Majorana nam als theoreticus deel aan de groep, die later bekendstond als “i ragazzi di via Panisperna” (de jongens van de via Panisperna) – naar de naam van de straat (Via Panisperna) waar het fysisch instituut in Rome gevestigd was.
Met toestemming van Corbino besloot Fermi het fysisch instituut om te vormen tot een modern onderzoekscentrum op het gebied van de atoomfysica. Daarbij ging hij de informele manier van les geven gebruiken waarmee hij bij Ehrenfest kennis had gemaakt. In Rome leverden Fermi en zijn groep belangrijke bijdragen aan vele praktische en theoretische aspecten van de natuurkunde. In 1928 publiceerde hij zijn boek: Introduzione alla fisica atomica (Introductie in de atoomfysica).
Op 18 maart 1929 werd Fermi door Benito Mussolini benoemd tot lid van de koninklijke Academia d'Italia en op 27 april trad hij toe tot de fascistische partij. Onder auspiciën van de Academia d'Italia en de Fondazione Volta (Stichting Alessandro Volta) organiseerde Fermi een internationaal congres voor kernfysica, dat plaatsvond in Rome van 11 tot 17 oktober 1931. Afgezien van propagandistische aspecten was het congres van Rome het eerste officiële optreden van Fermi's groep op het internationale toneel van de kernfysica. Twee jaar later, in oktober 1933, nam Fermi deel aan de Solvayconferentie in Brussel. Vlak daarna voltooide hij zijn beroemde werk aan de theorie van bètaverval.
Daarna richtte Fermi zich met zijn groep fysici op een nieuw onderzoeksgebied: het creëren van radioactieve isotopen door middel van bombardering met neutronen. Bij toeval nam Fermi hierbij het verschijnsel waar dat paraffine, een stof die rijk is aan waterstofatomen, het effect van neutronenvangst enorm versterkte. Volgens hem werden via een groot aantal elastische botsingen de neutronen vertraagd, waardoor hun doeltreffendheid toenam en bevestigde dit door het effect te herhalen met water.

### Amerika
Fermi bleef in Rome tot 1938. In dat jaar werd hem de Nobelprijs voor de Natuurkunde toegekend voor
het aantonen van nieuwe radioactieve elementen door bestraling met neutronen, en de daarmee samenhangende ontdekking van kernreacties veroorzaakt door langzame neutronen.
Vanuit Stockholm, waar hij zijn prijs in ontvangst had genomen, reisde Fermi met zijn gezin door naar New York om in de Verenigde Staten een nieuw leven te beginnen. Zijn vrouw Laura Capon was namelijk Joods en in Italië waren net de rassenwetten van de fascisten van Mussolini van kracht geworden, reden voor Fermi om meteen te emigreren. Hij ging werken aan de Columbia-universiteit alwaar hij werd aangesteld als hoogleraar natuurkunde. Hij werkte er samen met Isidor Isaac Rabi en Polykarp Kusch.

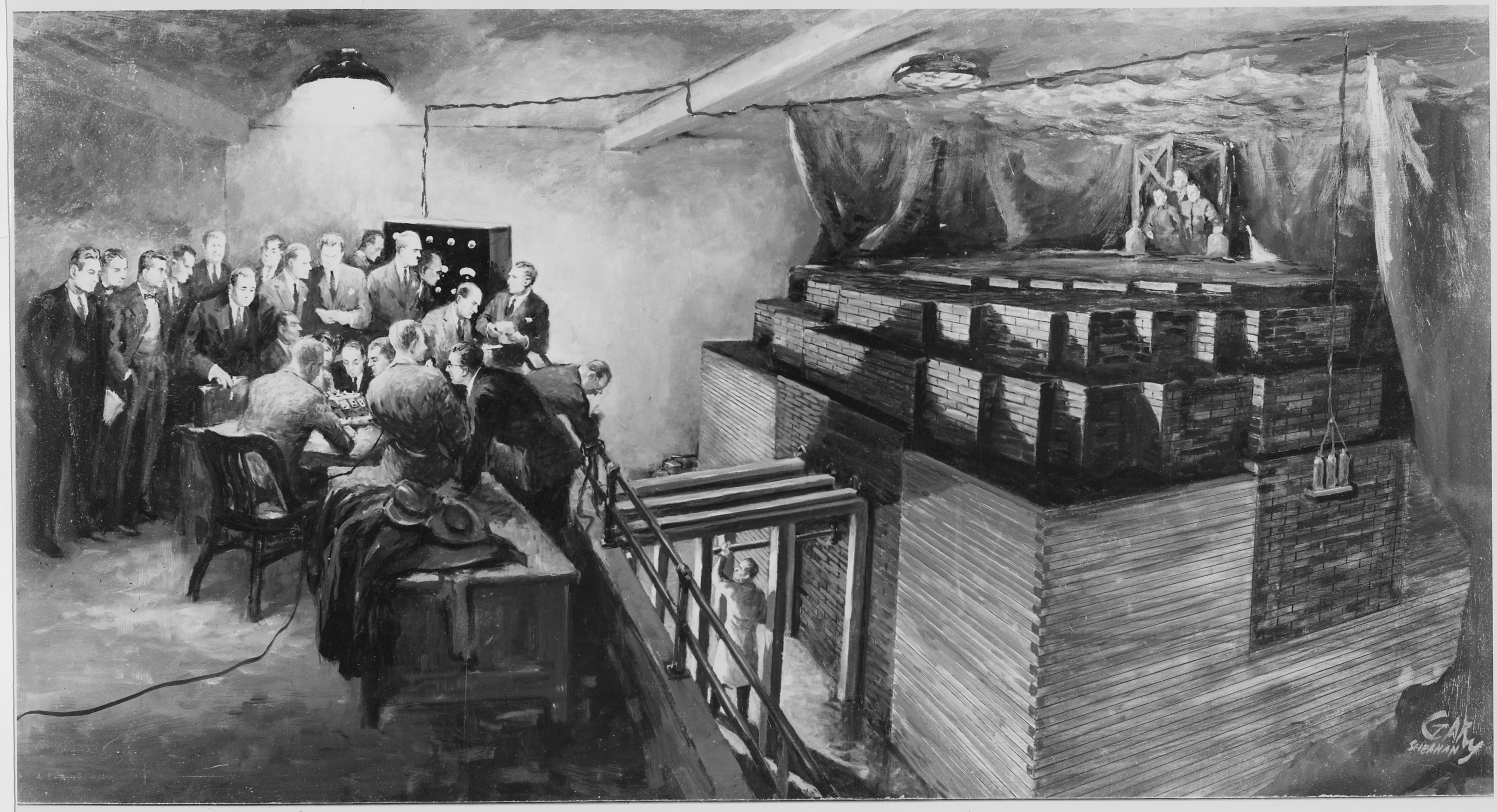
Tekening van Fermi's experiment met een kernreactor.

Na aankomst in New York verifieerde hij de eerdere experimenten met kernsplitsing van Otto Hahn en Fritz Strassmann (met hulp van Eugene Booth, John Dunning en Herbert L. Anderson). Al voor de Tweede Wereldoorlog waren Fermi en andere natuurkundigen tot de overtuiging gekomen dat uraniumsplijting gebruikt kon worden voor de vervaardiging van een bom met een vernietigingskracht die vele malen krachtiger was dan de gebruikelijke chemische explosieven.
In 1942 verhuisde hij naar het Metallurgical Laboratory in Chicago waar hij begon met de bouw van de eerste experimentele kernreactor. Op de squashbaan onder de tribunes van een in onbruik geraakt footballstadion van de universiteit was een uraniumzuil opgericht die 2 december 1942 in gebruik werd genomen. Met het experiment toonde Fermi aan dat het ook in de praktijk, en niet alleen op papier, mogelijk was een kettingreactie tot stand te brengen en te onderhouden.
Fermi haalde herinneringen op aan het begin van dit project in een toespraak die hij in 1954 gaf toen hij aftrad als voorzitter van de Amerikaanse Vereniging voor Natuurkunde (American Physical Society):
Ik herinner mij de eerste maand, januari 1939, dat ik begon te werken bij de Pupin-laboratoria, nog zeer levendig. Niels Bohr gaf in die tijd lezingen op Princeton en ik herinner mij dat Willis Lamb op een keer heel opgewonden terugkwam en zei dat Bohr zich groot nieuws had laten ontglippen. Dat was de ontdekking van de kernsplijting en een eerste aanzet tot interpretatie daarvan. Wat later die maand hadden we de eerste ontmoeting in Washington waarbij het mogelijk belang van deze ontdekking bij wijze van grap werd besproken als een mogelijke bron van kernenergie.
Na de beroemde brief aan president Roosevelt in 1939, opgesteld door Leó Szilárd en medeondertekend door Albert Einstein, verstrekte de Amerikaanse Marine aan Columbia University de eerste 6.000 dollar subsidie voor onderzoek naar kernenergie, wat uiteindelijk uitgroeide tot het Manhattanproject met onder meer Fermi.
Fermi zei (opnieuw in zijn toespraak uit 1954):
Dat brengt ons op Pearl Harbor. Ik vertrok van Columbia en forensde een paar maanden tussen Chicago en New York. Uiteindelijk verhuisde ik naar Chicago om daar te werken, en sindsdien was het werk bij Columbia vooral gericht, op een paar belangrijke uitzonderingen na, op het isoleren van de isotopen voor het atoomenergieproject, dat door Booth, Dunning en Urey omstreeks 1940 was begonnen.
Enrico Fermi was een briljant man met veel gezond verstand. Hij was niet alleen een zeer begaafd theoreticus, zoals zijn theorie van het bètaverval bewijst, maar ook een uitstekend experimentator in het laboratorium. Hij werkte snel en met groot inzicht. Fermi zei zelf vaak dat het zijn snelheid in het lab was die hem de Nobelprijs had bezorgd – zijn ontdekkingen zouden spoedig door een ander zijn gedaan, maar hij was alleen net de eerste geweest.
Toen hij zijn beroemde artikel Tentative theory of beta rays (poging tot een theorie van bètastraling) over bètaverval indiende bij het vooraanstaande tijdschrift Nature, werd het afgewezen. De redacteur vond dat het "speculaties bevatte die te ver van de realiteit af lagen". Daarop verscheen het in Ricerca Scientifica, terwijl een uitgebreidere versie werd gepubliceerd in Il Nuova Cimento en een Duitse vertaling in Zeitschrift für Physik. Fermi's ontdekking werd dus eerder in het Italiaans en Duits gepubliceerd dan in het Engels (Nature, 6 januari 1939).

### Overlijden
Na de Tweede Wereldoorlog keerde Fermi terug naar de universiteit van Chicago waarbij hij Charles H. Swift Distinguish Service Professor of Physics werd en lid van het recent opgerichte Instituut voor Kernstudie. In 1947 werd Fermi benoemd tot lid van General Advisory Committee (GAC), het comité voor wetenschappelijk advies van de Atomic Energy Commission (AEC); hij bekleedde deze functie tot augustus 1950. In deze rol speelde Fermi een prominente rol in de totstandkoming van de waterstofbom.
Hij overleed op 53-jarige leeftijd in Chicago aan kanker en werd daar begraven op de Oak Woods begraafplaats. Mogelijk is er een verband tussen zijn vroege dood en zijn jarenlange intensieve omgang met radioactieve stoffen waarvan de gevaren aanvankelijk nog niet volledig werden onderkend, waarom er nauwelijks beschermingsmaatregelen tegen straling in acht werden genomen. Naast Fermi overleden er in zijn omgeving ook veel andere natuurkundigen en technici aan kanker, waarschijnlijk eveneens gerelateerd aan hun intensief werken met radioactief materiaal.

## Privéleven
Fermi was vrijmetselaar. In 1928 trouwde hij met de Joodse Laura Capon (1907-1977). Ze kregen twee kinderen, een dochter Nella (1931-1995) en een zoon Giulio (1936-1997) die naar Fermi's overleden broer werd genoemd.

Zijn vrouw schreef een bekende biografie van Fermi: Atoms in the Family: My Life with Enrico Fermi (University of Chicago Press, 1954) ISBN 0-88318-524-5

## Werk

### Bètaverval

Bètaverval: een neutron vervalt tot een proton, en zendt een elektron en een antineutrino uit.

Een van de eerste problemen waar Fermi zijn aandacht op richtte, was bètaverval, het proces waarbij een neutron in een atoomkern verandert in een proton en een elektron. Hierbij wordt een elektron uit het atoom gestoten als een β-deeltje. Het mechanisme achter bètaverval leek inbreuk te maken op de toen bekende natuurkundige principes van behoud van energie en werd daarom begin jaren 30 intensief bestudeerd.
Pauli had gesuggereerd dat de mogelijke schending van behoudswetten waargenomen tijdens bètaverval verklaard kon worden door aanname van een klein, essentieel massaloos deeltje dat tijdens de gebeurtenis vrijkomt. Om onderscheid te maken tussen het door Pauli voorgesteld lichte deeltje en het zware neutron gaf hij het de naam ‘klein neutron’, wat in het Italiaans “neutrino” is. Deze naam werd gemeengoed.
Tussen Kerstmis en Nieuwjaar 1933, tijdens een skivakantie met vrienden in het dorpje Sera in de Italiaanse Alpen, kon hij zijn theorie over bètaverval ontvouwen. Om bètaverval te verklaren introduceerde Fermi een nieuwe kracht, een kracht die nu bekendstaat als de zwakke kernkracht. Het artikel dat Fermi in 1933 hierover schreef, gaf niet alleen een juiste beschrijving van de energieverdeling van de elektronen die vrijkomen bij radioactiefvervalprocessen maar beschreef ook de levensduur en vele andere eigenschappen van radioactieve kernen. Elektron en (anti)neutrino zitten niet in de kern, maar ontstaan als gevolg van de neutron-protonomzetting.

### Kernfysica
Na de ontdekking van kunstmatige radioactiviteit door Irène en Frédéric Joliot-Curie besloot Fermi het eerdere werk van de groep om te gooien en de aandacht uitsluitend te richten op nucleair onderzoek. Hij begon een systematische zoektocht naar elementen die kunstmatig radioactief gemaakt konden worden. In plaats van alfadeeltjes, zoals de Joliet-Curies hadden gebruikt, besloot Fermi hiervoor neutronen te gebruiken. Mede omdat hij niet beschikte over een krachtige α-bron maar wel snelle neutronen kon produceren. Omdat een neutron ongeladen is, wordt het niet afgestoten door de positief geladen protonen in de kern zodat het gemakkelijk atoomkernen binnendringt en erdoor kan worden ingevangen. Omdat kernen met een overschot aan neutronen vaak instabiel zijn, vervalt een neutron tot een proton en een elektron dat als bètastraling wordt uitgezonden. De kern heeft nu een extra proton en gaat een stap omhoog in het periodieke systeem.
Experimenteel kwam Fermi tot het resultaat dat beschieten van atoomkernen met langzame neutronen veel beter werkte dat met snelle neutronen. Door uraniumkernen met deze langzame neutronen te beschieten hoopte Fermi nieuwe, onbekende elementen te vormen zwaarder dan uranium – transuraan elementen die van nature niet op aarde voorkomen. Door de resultaten van hun experimenten werden de leden van Fermi's groep behoorlijk in verwarring gebracht. In plaats van zwaardere elementen werden verschillende typen radioactieve elementen geproduceerd met onbekende halveringstijden.
Op basis van de radioactiviteit die door de nucleaire reacties werd geïntroduceerd, trok Fermi de conclusie dat hij nieuwe elementen had gemaakt, met een atoomnummer een of twee hoger dan uranium. Voor deze 'ontdekking', die achteraf niet geheel juist bleek te zijn, kreeg hij in 1938 de Nobelprijs voor de natuurkunde. Onder meer had de Duitse chemicus Ida Noddack gepostuleerd dat Fermi geen zwaardere transurane elementen had ontdekt, maar dat zijn experimenten juist kernsplijting aantoonden, met als product lichtere elementen. Haar artikel daarover werd echter nauwelijks opgemerkt. Wat hij wel had bereikt bleek nadat Otto Hahn en Fritz Strassmann in samenwerking met Lise Meitner de ware gebeurtenis ontrafelden – in plaats van nieuwe elementen zwaarder dan uranium was de uraniumkern gesplitst in twee radioactieve isotopen (barium en krypton).

### Fermiparadox
Fermi formuleerde als eerste de zogenaamde fermiparadox over de waarschijnlijkheid van buitenaards leven. De leeftijd van het universum en het reusachtige aantal sterren lijken aanwijzingen voor de hypothese dat buitenaards leven veel zou moeten voorkomen (zie de Vergelijking van Drake). Tijdens een lunch in 1950 praatte Fermi daarover met zijn collega's, en zou toen hebben gezegd: "Waar zijn ze dan? Als er zo veel buitenaardse beschavingen in de Melkweg zijn, waarom is er dan geen bewijs, zoals sondes, ruimteschepen of radio-uitzendingen?" De eenvoudige vraag "Waar zijn ze dan?" (of, "Waar is iedereen?") is misschien apocrief, maar over het algemeen krijgt Fermi de eer voor het op heldere en eenvoudige wijze onder woorden brengen van het vraagstuk van de waarschijnlijkheid van buitenaards leven.

### Erkenning

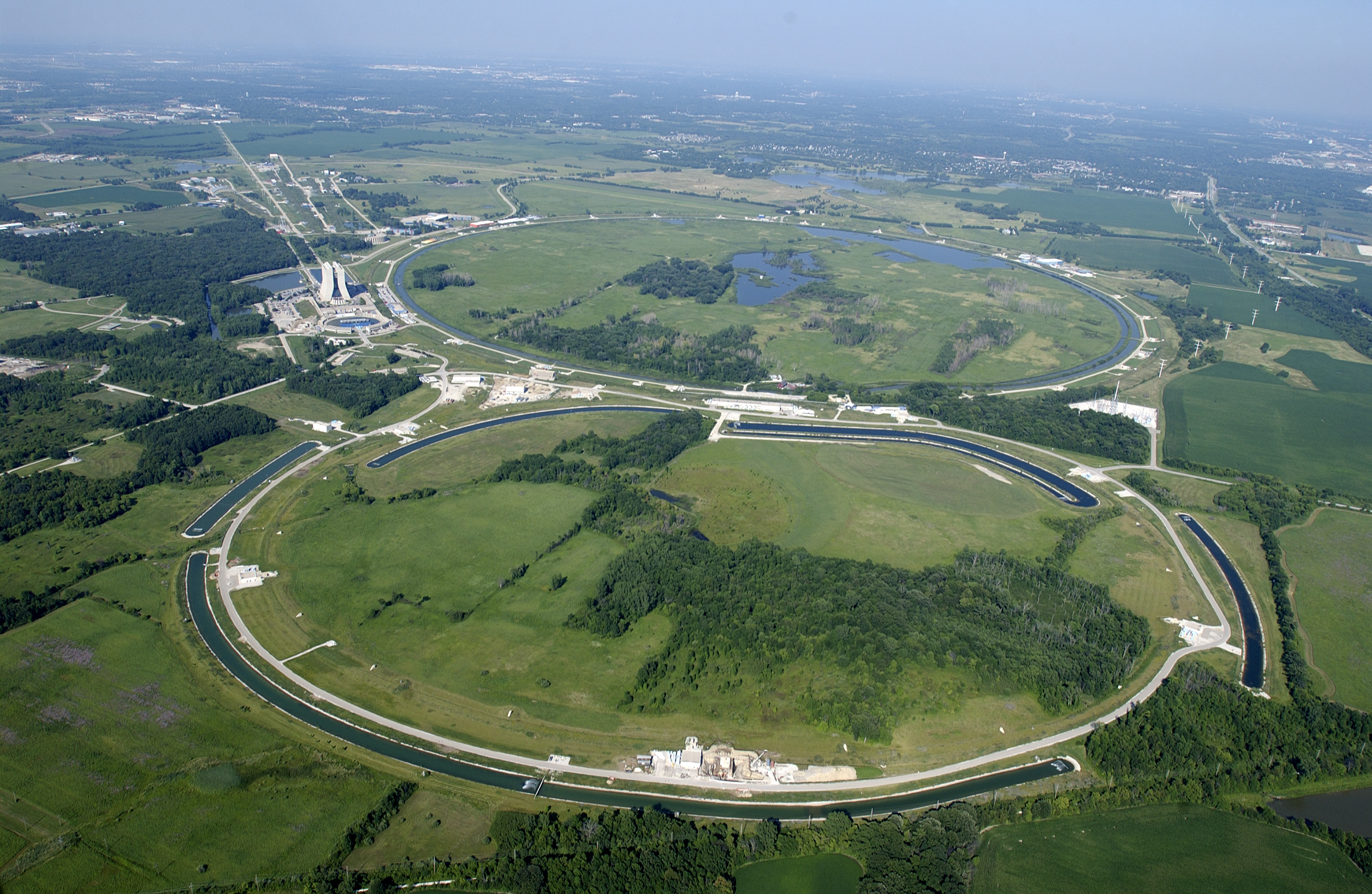
Het Fermi National Accelerator Laboratory is naar hem vernoemd.

Voor zijn werk werd Fermi onderscheiden met diverse prijzen en medailles, waaronder de Matteucci Medal (1926), de Nobelprijs (1938), de Hughes Medal (1942) van de Royal Society of London, de Civilian Medal of Merit (1946) voor zijn werk aan het Manhattenproject, de Franklin Medal (1947) van het Franklin Instituut alsmede de Transcenter Medal (1947) van de Universiteit van Luik en de Rumford-Prijs (1953) van de American Academy of Arts and Sciences.
In 1976 werd hij opgenomen in de National Inventors Hall of Fame. Hij is de naamgever van de Enrico Fermi-prijs, uitgereikt door het US Atomic Energy Commission, en van een kunstmatig radioactief element dat in 1952 voor het eerst werd gecreëerd: fermium (Fm). Ter ere van hem is ook het bij Chicago gelegen hoge energie fysica onderzoeks-laboratorium Fermi National Accelerator Laboratory (Fermilab) naar hem vernoemd.